# Lợn lưng yên ngựa Anh
Lợn lưng yên ngựa Anh (tiếng Anh:British Saddleback) là giống lợn hiện đại của Anh. Nó được tạo ra vào năm 1967 bằng cách kết hợp các quần thể còn sống sót của hai giống lợn lai truyền thống, Lợn Essex và Lợn lưng yên ngựa Wessex.:224

## Lịch sử
Lợn lưng yên ngựa Anh được tạo ra vào năm 1967 bằng cách kết hợp các quần thể còn lại của hai giống lợn yên ngựa truyền thống khá khác nhau, Essex và Lợn lưng ngựa Wessex, thành một giống duy nhất. Cả hai giống đã suy giảm số lượng sau khi công bố báo cáo của Howitt vào năm 1955, đã tìm thấy sự đa dạng về giống để phát triền ngành chăn nuôi lợn ở Anh và thiết lập một chính sách tập trung vào ba giống: Lợn Wales, Lợn Landrace Anh và Lợn Trắng lớn.
Trong Chiến tranh thế giới thứ hai, khoảng 47% tổng số lợn nái được đăng ký đăng ký là từ giống Essex và Wessex. Vào năm 1949, đã có 2435 con lợn được cấp phép thuộc giống lợn Essex và lợn Wessex, chiếm gần 25% tổng số lợn. Đến năm 1954, việc đăng ký lợn nái của hai giống đã giảm xuống còn 22% tổng số và ít hơn 10% số lợn đăng ký là từ giống Essex và Wessex. Các khuyến nghị của thời gian đó là lai hai giống Lợn lưng ngựa với Lợn Trắng Lớn để sản xuất một giống lợn hai mục đích, cho cả sản xuất thịt lợn và thịt xông khói.